# Helena Rizzo
Helena Rizzo (sinh năm 1978) là một đầu bếp và là một quản lý nhà hàng người Brazil. Cô hiện đang điều hành nhà hàng Maní, ở São Paulo.Rizzo được Tạp chí Nhà hàng bầu chọn là Đầu bếp nữ xuất sắc nhất vào năm 2014.

## Tiểu sử
Sinh ra ở Porto Alegre, Rio Grande do Sul, Rizzo đã theo học chuyên ngành Kiến trúc tại Đại học Công giáo Giáo hoàng Rio Grande do Sul. Cô tốt nghiệp trường đại học và bắt đầu làm việc như một người mẫu. Bạn của cô, người mẫu Fernanda Lima đã mời cô chuyển đến sinh sống tại São Paulo. Cô từ bỏ công việc người mẫu và trở thành đầu bếp vào năm 1997, bắt đầu làm việc tại nhà hàng Roanne, cùng với Claude Troisgros và Emmanuel Bassoleil. Cô đã thực tập ở châu Âu tại các nhà hàng Sadler, ở Ý và El Celler de Can Roca, ở Tây Ban Nha. Năm 2006, khi cô trở về lại Brazil, Rizzo, chồng của cô, Daniel Redondo, và các cộng sự của mình, trong số đó là Fernanda Lima, đã mở nhà hàng Maní.
Năm 2014 Maní được tạp chí Restaurant bình chọn là nhà hàng tốt thứ 36 trên thế giới và đứng thứ hai ở Nam Mỹ, sau DOM. Năm 2015, nó đã được trao một ngôi sao Michelin.
Năm 2018, Rizzo xuất hiện với tư cách là giám khảo trong chương trình he Final Table phiên bản "Brazil", mùa 1.